# Epidius typicus
Espèce
Synonymes
- Cupa typica Bösenberg & Strand, 1906

Epidius typicus est une espèce d'araignées aranéomorphes de la famille des Thomisidae.

## Distribution
Cette espèce est endémique du Japon.

## Description
La femelle holotype mesure 5 mm.

## Publication originale
- Bösenberg & Strand, 1906 : Japanische Spinnen. Abhandlungen der Senckenbergischen Naturforschenden Gesellschaft, vol. 30, p. 93-422 (texte intégral).